# Stictoleptura gladiatrix
Stictoleptura gladiatrix là một loài bọ cánh cứng trong họ Cerambycidae.